# Михајло Митровић
Михајло Митровић (Чачак, 1. септембар 1922 — Београд, 20. децембар 2018) био је српски архитекта и универзитетски професор.

## Биографија
Дипломирао је 1948. на Архитектонском факултету у Београду. Био је стипендиста Уједињених нација у Француској и Данској 1950. У Урбанистичком заводу Србије, као главни пројектант, урадио је генералне урбанистичке планове за Зајечар, Трстеник, Пирот, Ниш, Бању Ковиљачу, Лазаревац, Врњачку Бању. Био је директор „Пројектбироа“ (1961-81).
Године 1980. изабран за редовног професора на Факултету примењених уметности у Београду. Пројектовао је и једну зграду у Паризу. Један од најпознатијих српских архитеката у свету.
У његова најзначајнија дела спадају: одмаралиште „Нарцис“ на Златибору, стационар ОУН у Бањи Ковиљачи, хотел „Путник“, Генексове куле (Западна капија), храм Св. Василија Острошког у Београду; Врњачки циклус: топла вода Снежник, Слатина, Римски извор, Језеро; већи број стамбених зграда по Србији...
Излагао је самостално у Музеју савремене уметности у Београду и Салону МСУ у Варшави, затим у Вроцлаву, те на колективним изложбама у Милану, Њујорку, Рабату, Грацу.
Бавио се архитектонском публицистиком и критиком. У загребачком „Оку“ имао је своју колумну (1983—89), писао је за НИН од 1974. до 1983. године. У „Политици“ је непрекидно писао колумну о архитектури 42 године. Аутор је књига „Новија архитектура Београда“, „Све је архитектура“ и „На крају века“.
Добитник је Октобарске награде града Београда, листа „Борба“, Салона архитектуре, Велике награде за архитектуру САС, Седмојулске награде за животно дело. Био је генерални секретар Савеза архитеката Југославије, председник Савеза архитеката Србије. За почасног доктора Београдског универзитета промовисан 1999. За председника Академије архитектуре изабран је 1999. године. Биран је за почасног члана Руске академије архитектуре.